# Satoru Makino
Satoru Makino (牧野 悟 Makino Satoru?), född 25 november 1990 i Tokyo prefektur, är en japansk fotbollsspelare.
Makino började sin karriär 2013 i Zweigen Kanazawa. 2014 flyttade han till FC Ryukyu. Han avslutade karriären 2014.